# 日東メディック
日東メディック株式会社（にっとうメディック）は、富山県富山市に所在する医薬品メーカーである。

## 概要
点眼薬、眼軟膏剤、内服薬、外用剤（皮膚科）、体外診断用医薬品製造を主に行っている。
- 代表者 - 中井龍（代表取締役社長）[2]
- 設立 - 1994年3月24日[2]
- 従業員数 - 581人[2]
- 資本金 - 2億7,200万円[2]
- 決算月 - 5月[2]

### 事業所一覧
出典→
- 本社・八尾工場	 - 〒939-2366 富山県富山市八尾町保内1-14-1[2]
- 富山駅前サテライトオフィス - 〒930-0858 富山県富山市牛島町18-7 アーバンプレイス10階[2]
- 営業本部 - 〒104-0031 東京都中央区京橋1-10-7 KPP八重洲ビル6F[2]
- 営業所 - 札幌、仙台、東京（営業本部と併設）、名古屋、大阪、広島、福岡[2]

## 沿革
個別に出典が提示されていない箇所の出典→
- 1994年
  - 3月24日 - アイテックス株式会社として設立。
  - 10月 - 現社名に変更。
- 1995年7月 - 第1製剤棟包装室を増築。
- 1996年10月	- 物流倉庫棟を増築。
- 1997年10月	- 第2製剤棟を増築。
- 2000年7月 - 眼軟膏設備を設置。
- 2002年
  - 4月 - 管理棟を増築。
  - 11月 - 物流・包装棟を増築。
- 2004年
  - 5月 - 製品センターを開設。
  - 9月 - 医療用点眼剤一貫製造ラインを増設。
- 2005年11月21日 - 新事務棟（4階建て床面積1,364m2）竣工および、新物流棟（自動倉庫、高さ30m、床面積2,560m2、内部に18段のラック）の増築工事が竣工[4]。
- 2007年11月 - ディストリビューションセンターを開設。
- 2008年10月 - 第3製剤棟が竣工。
- 2009年
  - 10月 - 広範囲抗菌点眼剤『トスフロ点眼液0.3%』を ニデックより継承。
  - 12月 - グリコペプチド系抗生物質製剤「バンコマイシン眼軟膏1%」を発売。
- 2014年
  - 7月 - 第3製剤棟、米国食品医薬品衛生局（FDA）製造所認可を取得。
  - 9月 - 第4倉庫棟が着工[5]。
- 2015年4月27日 - 第4倉庫棟（鉄骨平屋建て高さ約29m）が竣工[5]。
- 2018年
  - 4月 - ヘルペス性角膜炎化学療法剤『ゾビラックス眼軟膏3%』を、グラクソ・スミスクラインより承継。
  - 10月 - 営業本部内に皮膚科領域チームを設置。
- 2019年4月 - 緑内障・高眼圧症治療剤『レスキュラ点眼液0.12％』を、スキャンポファーマより承継。
- 2021年8月 - 第4倉庫棟に隣接する第5倉庫棟が着工[6]。
- 2022年
  - 10月4日　- 第5倉庫棟（鉄骨平屋建て高さ29m、建築面積約790m2）が竣工[6]。
  - 12月 - 第1製剤棟を増築、皮膚科外用剤の製造ライン導入。